# Badenstraße 49 (Stralsund)

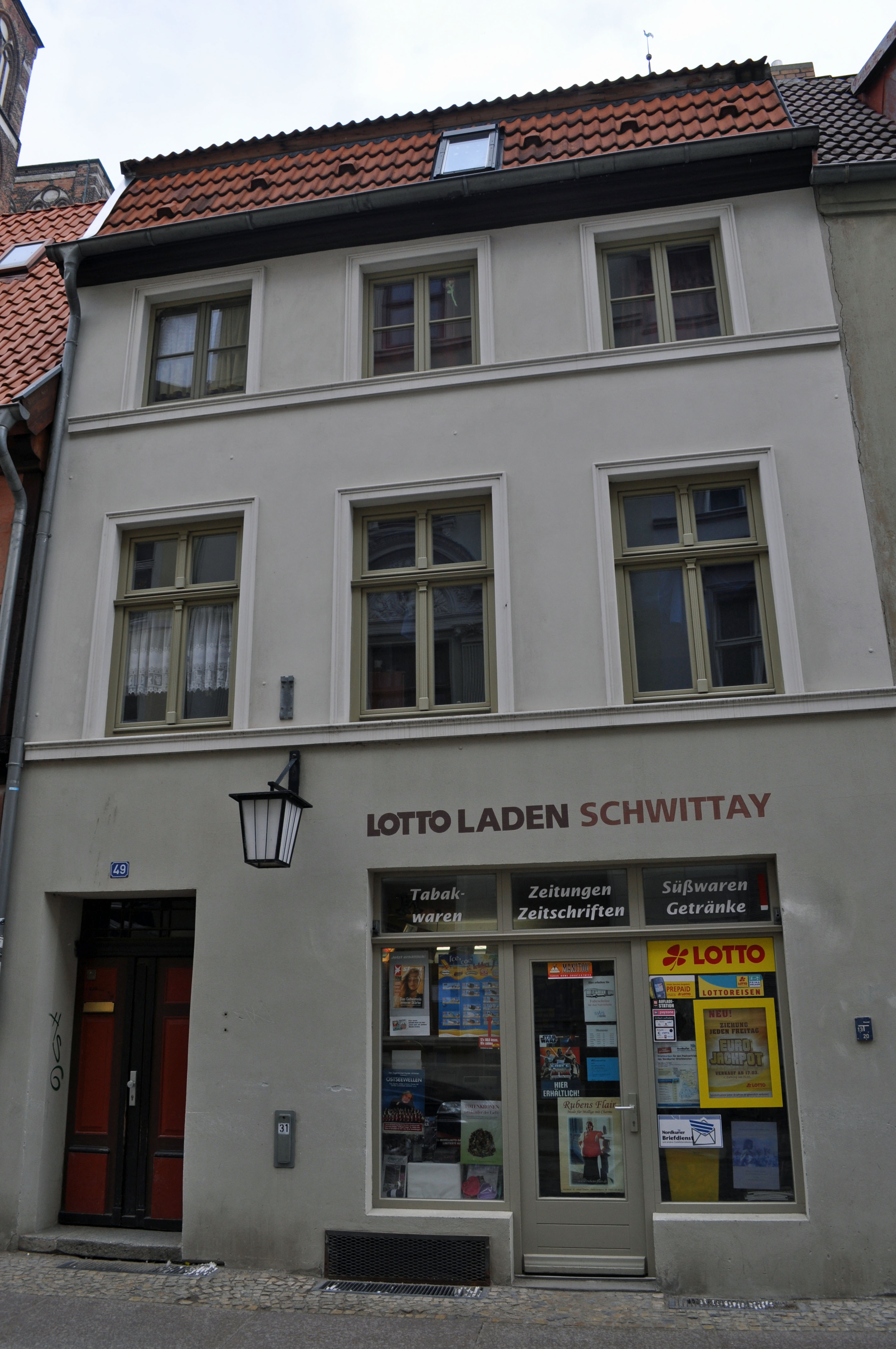
Das Haus Badenstraße 49 in Stralsund (2012)

Das Haus mit der postalischen Adresse Badenstraße 49 ist ein unter Denkmalschutz stehendes Gebäude in der Badenstraße in Stralsund.
Das dreigeschossige, dreiachsige Traufenhaus mit Mansarddach wurde in der Mitte des 18. Jahrhunderts zwischen Badenstraße und Nikolaikirchhof errichtet.
Das Haus liegt im Kerngebiet des von der UNESCO als Weltkulturerbe anerkannten Stadtgebietes des Kulturgutes „Historische Altstädte Stralsund und Wismar“. In die Liste der Baudenkmale in Stralsund ist es mit der Nummer 75 eingetragen.